# Auto Race (Ōto Rēsu)

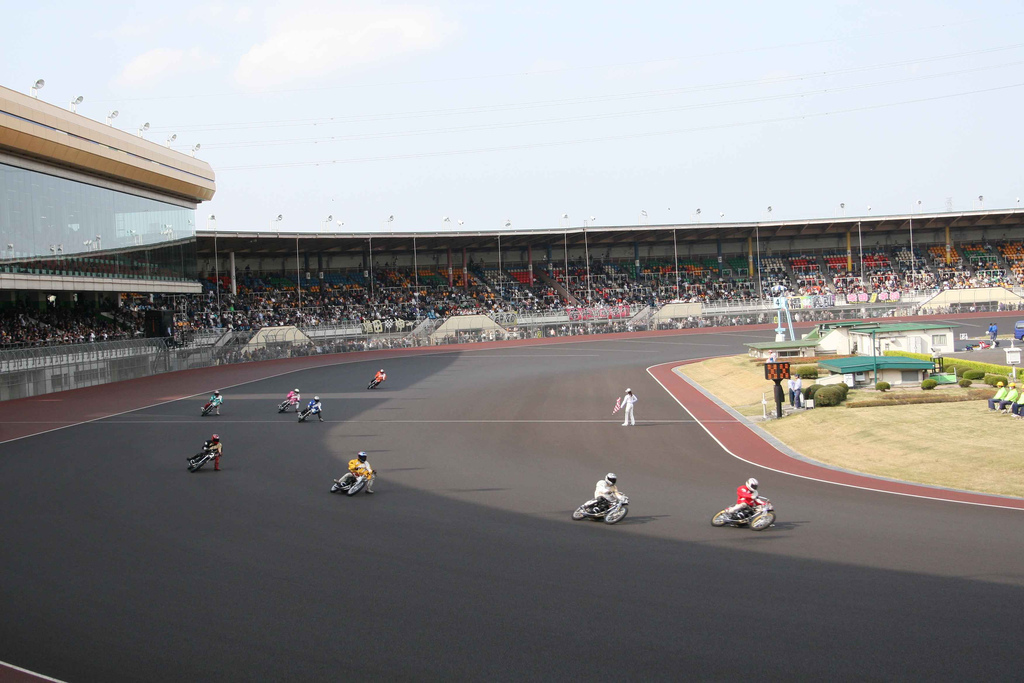
Auto Race in Kawaguchi

Ōto Rēsu (jap. オートレース, deutsch/englisch: „Auto Race“) ist eine populäre Rennveranstaltung für Motorräder in Japan. Es zählt zu den vier „Volkssportarten“ (公営競技, kōei kyōgi), d. h. staatlich organisierten Wettveranstaltungen. Die anderen drei sind Keiba (Pferderennen), Keirin (Radrennen) und Kyōtei (Motorbootrennen). Die Ōto Rēsu-Veranstaltungen sind nach den Statuten der JKA Foundation reguliert.

## Grundsätzliches zu kōei kyōgi
Kōei kyōgi (japanisch: 公 営 競技, öffentlicher Sport) sind staatlich veranstaltete Rennen, bei denen legal gewettet werden kann. Es gibt vier Arten: Pferderennen, Fahrradrennen, Motorbootrennen und Asphalt-Speedway-Motorradrennen. Sie sind nach speziellen Gesetzen zulässig und werden von lokalen Regierungen oder Regierungsunternehmen reguliert.
Alle vier Varianten bieten „Parimutuel-Wetten“ (Totalisator) an. Der Preispool für Spieler bei diesen Rennen beträgt 70–80 % des Gesamtumsatzes. Die Wettscheine sind in vielen Städten an den zahlreichen Rennstrecken und an Ticketschaltern (Off-Track-Wetten) erhältlich.

## Austragungsmodus des Ōto Rēsu
Seit 2020 werden die Rennen auf fünf verschiedenen Rennstrecken ausgetragen: Kawaguchi-Circuit, Isesaki-Circuit, Hamamatsu-Circuit, den San’yō-Circuit in Yamaguchi und die Iizuka-Rennstrecke. Es gibt auch Strecken, an denen Flutlichtanlagen für Nachtrennen installiert sind.

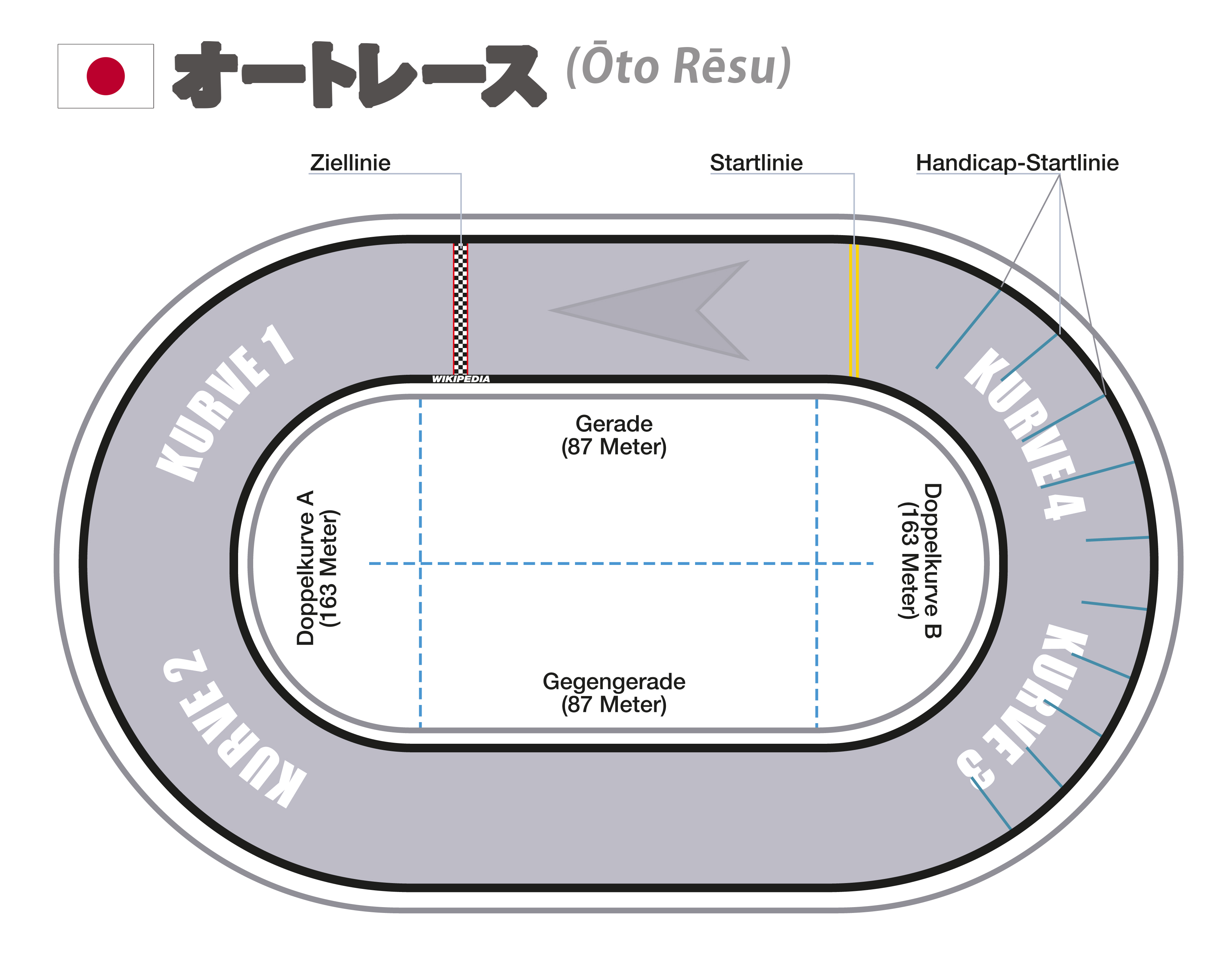
Streckenlayout einer Ōto Rēsu-Strecke

### Die Strecke
Die Rennen werden auf Asphaltbahnen ausgetragen und sind grundsätzlich als Ovalkurse ausgelegt. Gefahren wird gegen den Uhrzeigersinn.
Der Innenumfang der Rennstrecke beträgt 500 Meter und die Breite 30 m mit einer leichten Überhöhung zur Bahnaußenseite. Genauer gesagt, auf den Geraden von je 87 Metern und den beiden Doppel-Kurven von je 163 m gibt es eine Neigung von 50/1000 (ungefähr 2,86 Grad), um in den Rennen höhere Geschwindigkeiten zu ermöglichen und gleichzeitig mehr Spannung (und zusätzliche Wettanreize) zu erzielen. So werden auch mehrere Startlinien in Abständen von 10 Metern eingesetzt. Der Abstand zwischen einer dieser Linien und der Startlinie bestimmt das Handicap des Fahrers.

### Die Rennen
Grundsätzlich gibt es zwei Arten von Rennen:
Das Non-Handicap Race (Offenes Rennen), bei dem alle acht Fahrer von derselben Startlinie starten, da alle die gleiche Geschwindigkeit und das gleiche Leistungsniveau besitzen. Obwohl diese Rennen in der Regel von der 0-m-Startlinie aus starten sollen, gibt es Standardrennen, die von der 10-m-Handicap-Linie aus starten.
Und as Handicap Race: Damit alle Fahrer gleichberechtigt antreten können und die Rennergebnisse für das Wettpublikum weniger vorhersehbar sind, ist die Startlinie für schnelle Fahrer nach vorne und die schnelleren Fahrer nach hinten gerichtet, und das Rennen beginnt mit der 10-m-Handicap-Linie. Wenn es zwei Fahrer gibt, die von denselben Handicap-Linien starten, wird der Fahrer mit der niedrigeren Fahrernummer im inneren Teil der Strecke platziert.
Pro Lauf treten 8 Fahrer gegeneinander an. Wenn nicht genügend Fahrer vorhanden sind, können Rennen auch mit sieben Fahrern ausgetragen werden. Jedes Motorrad trägt eine Startnummer von 1 bis 8 nummeriert und hat eine andere Farbe, die es dem Publikum erleichtert, die Fahrer zu unterscheiden. Die Rennen gehen jeweils über 6 Runden. Sollte bis dahin keine Entscheidung gefallen sein, wird das Rennen (ähnlich wie in der F1) nach maximal drei Minuten abgewunken.

### Das Turnier
Die Rennen werden in einem Turnierformat durchgeführt, bei dem sich die Fahrer durch die Vorrunden, die Halbfinale und die Finalrunden bis zur „Championship“ Vorkämpfen müssen. Semifinalisten qualifizieren sich anhand ihres Platzierung und ihrer Zeit durch Punktzahlen. Am letzten Tag gibt es ein Champion-Rennen zwischen den Fahrern, die im Halbfinale den ersten und zweiten Platz belegen, ein spezielles Auswahlrennen für die Fahrer, die den dritten und vierten Platz belegen, und ein Auswahlrennen für die Fahrer, die den fünften und sechsten Platz belegen.

## Die Fahrer
Da Ōto Rēsu in erster Linie als „Glücksspiel“ organisiert ist, unterliegen die Fahrer speziellen Regeln, die verhindern sollen, dass die Rennen durch Absprachen manipuliert werden.
Alle Fahrer werden vor dem Wettkampftag in einem Wohnheim kaserniert und dürfen niemanden kontaktieren. Die Fahrer werden nur durch ihre Spitz- oder Kampfnamen identifiziert.
Am Renntag nimmt jeder Fahrer an mehreren Läufen teil.

## Die Motorräder
Die Motorräder unterscheiden sich sehr von herkömmlichen Motorrädern und können vielleicht noch am ehesten mit Speedway-Maschinen verglichen werden. Die Sitzposition der Fahrer ähnelt denen der Schrittmacher in Steherrennen.
Sie haben einen einfachen, sogenannten Diamantrahmen. Diese Konstruktion ist sehr klein und leicht und verfügt nur über minimale Verkleidungselemente. Die Motorräder haben keine Bremsen oder Instrumente wie Tachometer oder Drehzahlmesser. Der Lenker ist asymmetrisch aufgebaut, wobei die linke Seite höher ist, als die rechte, das ermöglicht trotz sehr großer Schräglagen eine relativ aufrechte Sitzposition. Spezielle, wegen ihres auf extreme Schräglagen ausgelegten Querschnitts als „Triangular tires“ bezeichnete, Reifen kommen zum Einsatz.
Die Motorräder haben Motoren mit 600 cm³ Hubraum und Zweiganggetriebe. Es werden auf den Geraden Höchstgeschwindigkeiten von ca. 160 km/h und in Kurven von ca. 90 km/h erreicht. Die Durchschnittsgeschwindigkeit beträgt ca. 105 km/h.
Nach jedem Rennen werden die Motorräder in einem Parc Ferme abgestellt. Dadurch sollen technische Manipulationen verhindert werden.

## Sonstiges

### Wettmanipulationen
In den frühen 1960er Jahren gab es wohl massive Versuche der Yakuza die Rennen zu übernehmen. Dies führte zu einem starken Zuschauerschwund mit großen kommerziellen Verlusten. 1967 übernahm der japanische Motorradsportverband die Organisation, und die negative Entwicklung konnte gestoppt werden.

### Expansion
Seitdem hat sich der Sport in Japan zu einem beliebten Freizeit- und „Entertainment“-Angebot entwickelt. In den 1990er Jahren gab es in den USA Versuche eine, nicht auf Wetteinnahmen basierende, Serie mit „Flatbikes“ auf etablierten, die auf kurz asphaltierten Ovalen (im Allgemeinen unter 1.000 m) antraten. Die Rennen der Motorcycle Asphalt Racing Series konnten aber keinen kommerziellen Erfolg erzielen.

### „Show-Races“
Beliebt sind „interdisziplinäre“ Rennen zwischen verschiedenen Motorradtypen, die zwar großes Publikumsinteresse erzeugen, aber keine technische Aussagekraft haben.